# Жубронь
Жубронь (пол. żubroń) — межвидовый гибрид зубра и крупного рогатого скота, аналог американского бифало.

## Описание
Для жуброней характерна большая масса (до 1200 кг у самцов и 810 кг у самок) и сила, быстрый рост, устойчивость к болезням и плохим погодным условиям. Быки в первом поколении обычно бесплодны, самки приносят потомство при скрещивании с представителями обоих исходных видов. Роды в первом поколении должны проходить с применением кесарева сечения.

## История
Первый образец был выведен в 1847 году Леопольдом Валицким путем скрещивания самца зубра с коровой, хотя гибриды могли появляться и ранее. До 1859 года Валицким было получено пятнадцать голов жуброней, в том числе единственный в мире фертильный самец.
В 1905—1928 годах исследования были продолжены в СССР в заповеднике Аскания-Нова, где было выведено 28 особей.
После Второй мировой войны работы были возобновлены в Польше. В 1953 году в плоцком зоопарке родилось четыре особи, в 1958 году гибридизацией зубров занялись лаборатории Отдела изучения млекопитающих Польской Академии Наук в Беловеже и Млодзиково. К 1976 году путем скрещивания самцов зубра с коровами польских красной и низинной черно-белой породы было получено 71 животное, включая теленка жуброня от самки жуброня. Крупными исследовательскими центрами были также Ленкно (391 особь) и Попельно (121 особь).
В конце 1980-х годов эксперименты были свернуты по экономическим соображениям и из опасений, что разведение жуброней скажется на генетическом пуле охраняемых диких зубров.
В настоящее время несколько особей содержится в Беловежском национальном парке, были предложения возобновить разведение в Каролеве.

## Хозяйственное значение
Основной целью создания гибрида было получение недорогой неприхотливой сельскохозяйственной породы, пригодной к разведению на неподготовленных территориях без необходимости возведения построек. Результаты оказались неудовлетворительными: несмотря на хороший прирост мышечной массы широкому применению мешал темперамент животных.

## Название
Название образовано от слова żubr (с пол. — «зубр») и было выбрано в 1969 году на конкурсе польского журнала Przekrój из нескольких сотен вариантов, предложенных читателями.